# Jambiliara macroptera
Jambiliara macroptera är en insektsart som beskrevs av Sigfrid Ingrisch 1998. Jambiliara macroptera ingår i släktet Jambiliara och familjen vårtbitare. Inga underarter finns listade i Catalogue of Life.